# Al-Bireh
Al-Bireh of el-Bireh (Arabisch: البيرة, al Bīrah) is een Palestijnse stad op de Westelijke Jordaanoever. Het is de hoofdstad van het gouvernement Ramallah & Al-Bireh van Palestina en valt onder het bestuur van de Palestijnse Autoriteit.
Al-Bireh ligt oostelijk van de weg Nablus-Jeruzalem en ten oosten van de stad Ramallah, waardoor het bijna wordt opgeslokt. De stad ligt, evenals Ramallah, ruim 800 meter boven zeeniveau.
In Al-Bireh bevindt zich het In'ash Al-Osra Museum waar de traditionele Palestijnse samenleving wordt uitgebeeld.
Verder staat er de Kruisvaarderskerk waarvan wordt verhaald dat deze is gebouwd op de plaats waar Jozef en Maria zouden hebben gerust op hun reis van Jeruzalem naar Nazareth nadat ze Jezus in Jeruzalem in de menigte waren kwijtgeraakt. Na naar Jeruzalem te zijn teruggekeerd om hem te zoeken, zouden ze Jezus in de tempel biddend hebben aangetroffen (het verhaal staat niet in de Bijbel). Voorts is er een islamitisch gebedshuis genaamd de Moskee van Omar, een modern gebouw dat in de plaats is gekomen van een uit de Ottomaanse tijd stammende moskee die eind 20e eeuw werd gesloopt.
Op het grondgebied van de stad is in 2008 aan de bouw van het Palestijnse nationale voetbalstadion begonnen. In december 2009 zijn de werken aan het Faisal Husseini-stadion zo goed als af, maar door een klacht van Israëlische kolonisten uit de nabijgelegen nederzetting Psagot dreigt het stadion te worden afgebroken. Zoiets is mogelijk doordat Al-Bireh in de C-zone ligt waardoor het gebied onder volledige Israëlische controle valt. De kolonisten van Psagot vreesden voor teleurgestelde Palestijnse supporters die hun woede zouden koelen op hun nederzetting. De klacht werd ingediend bij het Israëlische Hooggerechtshof in Jeruzalem. Dit gebeuren moet gezien worden in zijn context. De Amerikaanse president Obama zet namelijk ook druk op Israël om te stoppen met het bouwen van de nederzettingen.